# Bran (Brașov)
Bran é uma comuna romena localizada no distrito de Brașov, na região histórica da Transilvânia. A comuna possui uma área de 67.85 km² e sua população era de 5334 habitantes segundo o censo de 2007.
Bran foi um antigo ponto de comércio, devido ao cruzamento das principais vias comerciais ligando a Transilvânia (Brașov) e a terra romena (Cîmpulung Muscel), sendo defendida por um forte de pedra, residência do famoso Conde Drácula - o castelo de Bran.